# Markt 15 (Plau am See)

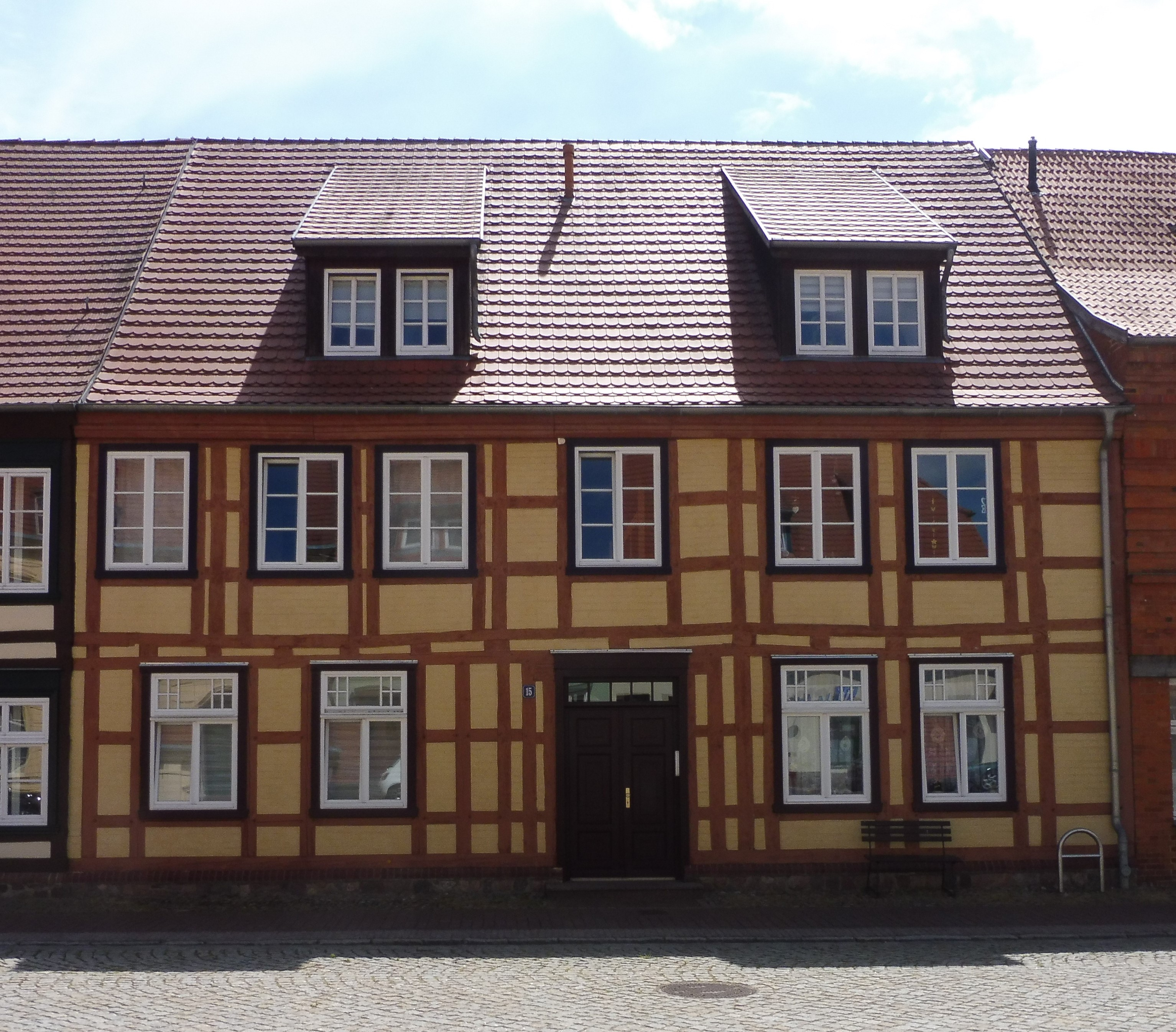

Das Wohnhaus Markt 15 in Plau am See (Mecklenburg-Vorpommern) schräg gegenüber dem Rathaus wurde nach dem Stadtbrand von 1756 gebaut.
Das Gebäude steht unter Denkmalschutz.

## Geschichte
Plau am See ist im 13. Jahrhundert entstanden und wurde 1235 erstmals als Stadt erwähnt.
Das zweigeschossige Fachwerkgebäude mit verputzten Ausfachungen und dem Satteldach mit zwei Gauben wurde um 1760 gebaut.
Das Wohnhaus wurde nach 1991 als frühe Sanierungsmaßnahme im Rahmen der Städtebauförderung saniert.